# Markus Ulrich Siegfried Krauss
Markus Ulrich Siegfried Krauss, kurz Markus Krauss (* 2. Oktober 1920 in Bremen; † 23. Mai 2017) war ein deutscher Unternehmer sowie Politiker (CDU) und Mitglied der Bremischen Bürgerschaft.

## Biografie
Krauss war als selbständiger Spediteur in Bremen in der Bayernstraße tätig. Er galt als ein Visionär der Containerschifffahrt.

Er wurde in Bremen-Nord Mitglied der CDU und war Mitglied und von 1966 bis 1974 Vorsitzender der Mittelstandsvereinigung der CDU Bremen.

Er war von 1979 bis 1984 Mitglied der 10. und 11. Bremischen Bürgerschaft sowie Mitglied verschiedener Deputationen u. a. für Häfen, Schifffahrt und Verkehr und für Wirtschaft. Er war politischer Sprecher der CDU.
Krauss war Träger des Bundesverdienstkreuzes. Er unterstützte den Bürgerparkverein und war Mitglied und zeitweise Vorsitzender des Lions Club Bremen-Unterweser sowie Mitglied und zeitweise Vorsitzender des Gewerbe- und Handelsvereins Bremen-Nord.

Er war verheiratet und hatte zwei Kinder.